# 風色幻想5 赤月戰爭
《風色幻想5～赤月戰爭～》由弘煜科技开发的戰略角色扮演遊戲，為風色幻想系列的全新故事。游戏於2006年8月11日在台湾發售，中国大陆则由寰宇之星代理，於2006年10月1日发行。

## 故事簡介

### 章節內容
序章：彌賽亞的暴發戶
第一章：深淵的邂逅
第二章：輝煌之都的陰影
第三章：霧都的怨靈
第四章：零下的別離
第五章：不再冰冷的悲傷
第六章：熟悉的不同
第七章：狂嵐的間奏曲
第八章：崩潰的現實
最終章：赤月之下

## 系統

### 稱號
稱號為風色幻想5的全新系統,其功用就是控制RAP的消費規則,不同的稱號有不同的RAP消耗,玩家只要善用稱號便可更易取勝。

### 刻紋
每位角色最多可以裝備三種刻紋，紅色刻紋是主動攻擊型刻紋，藍色刻紋是主動輔助型刻紋，綠色刻紋是被動輔助型刻紋，使用刻紋需要SP或MOR。

## 人物

### 利奇曼冒險旅團
艾因‧利奇曼
本故事主角。一失去重要的人事物就會立即意志消沉。
大約十歲之際因為菲與八月的不告別而一味認為自己被朋友所背叛，沒多久因食屍鬼事件家破人亡而住進孤兒院。在孤兒院的期間試圖疏遠他人，但因莎拉不斷接近自己而將莎拉當作自己最重要的人。十四歲之時，因為莎拉被自己所救的魔獸所殺，而再一次意志消沉。直到依協莉絲來到自己面前，並且將綠之刻紋（艾因等人稱之為“莎拉的刻紋”，蓋雅稱之為“淨之刻紋”，6代主角迪恩曾提到愛麗斯身上也有這刻紋，而此時迪恩是稱之為“綠之刻紋”）移植到艾因身上以鼓勵艾因之後，艾因這才振作起來。
以第二次彌賽亞戰爭為開端的赤月戰爭開打後，為了保護彌賽亞與南方而到處跑，行動中見識到了聯邦的新銳艦｢赤月｣。
赫爾梅斯甦醒後，為預防赫爾梅斯滅世，眾人衝上赫爾梅斯救回蓋亞，之後又在弒神胄甲｢猶大｣之中與克羅諾斯大打出手。即將面臨死劫之際，可麗兒以赫爾梅斯徹底摧毀猶大，艾因逃過死劫。
在Bad End 1，艾因因為忍痛殺死可麗兒且又救不回依協莉絲而傷心難過，並在表彰式結束的第二天就不見蹤影；而在True End，艾因以綠之刻紋、依協莉絲以祈願瓔珞創造了紫月奇蹟，開啟了6代的序曲。
莉可莉絲‧茵菲妮特
簡稱「莉可」，於故事開始三年前，以利爾‧利奇曼的名義，成為艾因的貼身女僕。
無論戰鬥力或辦事能力都很強，缺陷是記憶力和算數能力極差，且貪財，曾被塔莉塔莉欺騙簽下牛馬條約，
及發給冒險團成員1元為薪水的趣事。
真實身份為赤與藍的使徒─「黑翼使徒」依協莉絲。艾因的「淨之刻紋」也是由莉可從莎拉身上轉移至他身上。
費特
本名是菲，原為利奇曼家幫傭之子，後在聯邦加入軍隊，成為「命運部隊」的一員。
數年前被晶體店老闆─漢克〝撿到〞，然後成為賞金獵人，在《TRUE END》，加入利奇曼冒險團。
希露微亞‧莉耶魯
簡稱「希亞」，有著「燄紅的射手」之稱的冒險獵人。
在潘泥格事件後以1元日薪的代價加入利奇曼冒險團。
其實是晶耀名門 莉耶魯所出，但因父母在第二次彌賽亞戰爭的細故，不被家族承認，
憎恨聯邦英雄「鬥神將軍」亞特拉斯。
在風色幻想6中，暫代晶耀 紅蓮騎士團 團長一職而離開旅團。
西札爾‧亞薩迪尼茲
人稱「黃金之鷹」，與現任彌賽亞領主 韓德爾曾組成「黃金之翼」冒險團，為雙子星號原主人，及艾因的師父。
現任聯邦副首相 愛琳之姊 可魯朵妮為其未婚妻，但似乎一直在逃避她，不曾回過故鄉。
在“TRUE END”，與老友 韓德爾重新組成“黃金之翼”。
在艾因小時候，似乎是利奇曼家的常客。
可麗兒
於黑霧樹海中與艾因偶然相遇的少女，後來與雙子星號母船被西札爾一同寄託在利奇曼冒險團。
似乎不經世事，相當的單純，但也曾經說過艾因壞話。
其實是「白翼使徒」瑟莉絲的複製人，原定為現任蓋亞，但因雷蒙特（華格那）的私心帶離，後被白銀戰爵殺害，
由華格那以死去的本體，加上晶耀王國墓地的部分屍體及紅耀石復活而成。
梅魯‧海默
在企鵝王─潘格泥事件中登場，是個對錢斤斤計較、手持大鐵球的少女。
原是孤兒，曾受艾瑪照顧，後常以「雪之妖精」的名義資助艾瑪。
十分怕鬼，可以在站立中昏倒，也常被艾因捉弄。
在風色幻想6中，成為利奇曼冒險團的團長（也是原旅團唯一剩下的團員）。
八月（蕾比妮亞‧奧格斯特）
與艾因、費特為童年好友，亦為利奇曼家幫傭之女，與費特一同在聯邦加入軍隊，但在任務中曾槍傷過費特。
為聯邦三大將軍之一的「貪狼將軍」，率領擅於槍械的第二軍團，亦曾槍傷過莉可。
在《TRUE END》，在利奇曼冒險團中預留了一個位子，等退休後加入。
幽墜
彌賽亞冒險者公會的NO.1，為「霧冰戰爵」憐的徒弟。
待人親切，於幽靈船事件與利奇曼冒險團接觸，曾以數學問題騙倒莉可。
在《TRUE END》，在北方聯邦以新科技進行戰爵復活實驗。
碧
暗殺技術高超的女僕，平時多於領主館保護韓德爾。

### 彌賽亞
韓德爾
彌賽亞現任領主，為西札爾老友，曾有「黃金之鷲」之稱，飛行船駕駛技術一流。
在序章中，為了報答艾因之父 利爾‧利奇曼過去的資助，給了艾因八億元及領事館一半的房間作為報酬。
在《TRUE END》，恢復冒險獵人的身分，與西札爾重新組成「黃金之翼」。
塔莉塔莉
傳說中得了「不上班就會死的病」的熱血派店長，與魔恩之間似乎維持著相當奇妙的友誼（？）關係。
魔恩‧貝莉斯
傳說中得了「上班就會死的病」的翹班娘，與塔莉之間似乎維持著相當詭異的宿敵（？）關係。
凱蒂
原是在塔莉店裡上班的女孩，在莫名的賭約中被塔莉賣給了黑百合當寵物，從此開始了她旅行便利商店的經營生涯。
莎
『維克多』的遺族，相前在韓德爾身邊擔任貼身待侍女的工作，據聞有著比小碧更為堅強的實力。
亞歲
　
為晶體店老闆收養的女兒，現正代替生病的父親看管晶體店，是個開朗活潑，而且待人親切的商店看版娘。
艾瑪
在彌賽亞住宅區中開著一間販賣「魔獸食材」的店舖—“艾瑪的店”。
榭菈
彌賽亞中最有人氣的餐館—飛龍亭的老闆娘，是個既開朗又能幹的超級大姊頭。
哈貝魯卡
神秘如外星人的哈貝魯卡於彌賽亞住宅區經營著一間「第十三號神秘商店」，為旅人傳授極為神秘的禁忌技巧、和販賣只有魔物才能使用的黑霧技巧。
賽依雅
是個對煉金術有極度異常執著，又喜歡調配各類藥物的奇特女孩，並於彌賽亞經營雜貨舖。
黑百合

### 幻之三劍客
小奈
幻之軍團的魔法部部長，魔力雖然相當地強，但卻有十分令人傷腦筋的個性。
黑輪
幻之軍團的突擊隊長，體術與隠敝能力相當的了得。
暴牙
和梅魯相遇便會狂暴，稱梅魯為宿命的對手

### 四大戰爵
爆炎戰爵 雷斯特
蓋亞四戰爵之一，掌管著“爆炎”之力的爆炎戰爵，鎮守進入聖都的唯一路口 蒼穹之門。
個性如火一般激烈，與霧冰戰爵 憐為截然不同的存在。
在第二次彌賽亞戰爭中，因受到華格那的挑釁，與劍聖將軍 莉啞發生戰鬥，但不幸喪生。
雷雲戰爵 史緹菈
蓋亞四戰爵之一，掌管著“雷雲”之力的雷雲戰爵。
個性公正無私，在聖都盟國 晶耀陣守。
第二次彌賽亞戰爭中，因為受到華格那挑撥，而擅自離開陣線。
在最後的聖都攻防戰中，因為不小心觸怒蓋亞，而被殺害。
霧冰戰爵 憐
蓋亞四戰爵之一，掌管著“霧冰”之力的霧冰戰爵，幽墜的師父。
個性優柔寡斷，唯一一名超過百年未轉生的戰爵，在四戰爵中擔任指揮的角色。
在雷斯特死後，負責守護蒼穹之門，以抵禦聯邦的侵襲。
在無力阻止聯邦及瀕死的情況下，發動蒼穹之門的防禦機制，造成聯邦軍極大的損失。
死前，以最後的力量，讓沙漠降下飄雪，〝支付〞給利奇曼冒險團作為酬勞及幽墜的生日禮物。
白銀戰爵　帕蕾莉雅
蓋亞四戰爵之一，掌管著“白銀”之力的白銀戰爵。
於故事第一章以委託任務的名義來到彌賽亞，屢次成為利奇曼冒險團的惡夢。
為唯一一名由現任蓋亞執行轉生的戰爵，因此，也與現任蓋亞十分親近。
在踏入赫爾梅斯的戰鬥中，使用絕技 千雨之葬，使得眾人得以成功登陸。

### 軍隊
聯邦一般兵
深月聯邦的一般士兵，僅有最基本的裝備，但訓練相當札實，具有相當程度的戰力。
聯邦正規兵
深月聯邦的正規部隊，擁有全方位戰力的高級兵種，即使是單兵作戰也能相當高的戰力。
聯邦射擊兵
深月聯邦的狙擊部隊，配有相當精良的狙擊步槍，是聯邦最主要的火槍支援戰力。
彌賽亞兵
樂園之都彌賽亞的守備軍，人數雖然不多，但訓練十分精良，是守護彌賽亞的重要戰力。
聖堂守軍
守護現世之神蓋亞的禁衛軍，為經過教廷嚴格挑選過的神之戰士，會使用治癒系的刻紋魔法。

### 幻之軍團
神犬斬刀俠
轟天兔
龐克鳥歌手
幻之軍團的後勤支援部隊，會詠唱各類的戰歌來強化軍隊的兵作戰能力，在軍團中扮演相當重要的支援地位。
鐵龜鱷魚
魔法美企鵝
蒙面鼠英雄
幻之軍團的前鋒部隊，多半為輕裝行動，擅長進行游擊戰，通常擔任突擊軍或是偵查等任務。

### 其他
赫爾梅斯
千萬年前，時間無從考究般遺留下來的神造之神赫爾梅斯，根據愛蕾諾亞的研究，赫爾梅斯只是繼成了「赤與藍的遠大意志」的空殼，本身並不會有任何行動，需要靠「黑與白之使徒」的驅動。不過雙使徒的控制皆以使徒的靈魂作為能源，是十分殘酷的一件滅世機器。後來赫爾梅斯的力量被運用於無限機關－埃爾汀上，當然埃爾汀的驅動仍然由使徒的靈魂作為能源，所以才會派給的能源才會有限，而亦需要「白之屋」的再造瑟莉絲－蓋亞。
瑟莉絲
赤與藍的使徒─「白翼使徒」瑟莉絲，因為不忍執行滅世程序而逃離赫爾梅斯。與愛蕾諾亞等人費盡精力，研究出利用赫爾梅斯造出可以生產無垢能量的無限機關－埃爾汀，不過當發現瑟莉絲的能量不斷消耗才發現，無限機關並非無限，後來開發出白之屋的計劃，嘗試再造出白翼使徒以驅動埃爾汀，最後建立出現今南方的聖都。四名戰爵亦於白之屋的計劃中培育以保護蓋亞。
蓋亞
雷蒙特為滿足自己私人感情而另外製造出來的另一個瑟莉絲。
由於接受的是與可麗兒相同的教育，所以對雷蒙特抱持著單戀。
之前當南方因為人口激增而演變成能源短缺之際，被賢者們要求提出解決方案，於是狗急跳牆，關閉會議廳大門就大開殺戒，甚至還焚毀關於埃爾汀能源的各項資料。
之後與帕蕾莉雅共謀殺害可麗兒(當時的可麗兒就名為瑟莉絲)，以至於當雷蒙特救可麗兒的實驗失敗後引來了雷蒙特的復仇。
赤月戰爭之際，派遣憐與雷斯特共同防禦彌賽亞，雷斯特死後，命憐防禦蒼穹之門。史緹菈回聖都之後，
被史緹菈追問過去的事情，於是又發瘋殺了史緹菈，因史緹菈靈魂回歸而大受驚嚇（感覺到史緹菈臨死之際的恐懼）並大感後悔。
赤月戰爭確定南方戰敗之時，打開白銀之門，喚醒赫爾梅斯，從聖都避開彌賽亞一路破壞到深月聯邦首都魯那，後在利奇曼冒險旅團與帕蕾莉雅的努力下脫離了赫爾梅斯。
在True End中，親自監督聖都的重建。
亞特拉斯
深月三大將軍之一的「鬥神將軍」，第二次彌賽亞戰爭的英雄，曾與希亞的父母為同學。
被深月首相 亞特拉斯所倚重，但因在晶耀以蒸氣鎧甲勉強作戰而造成負傷，未能到聖都參加作戰。
於6代中，確定被批准退休。
莉啞
與八月、亞特拉斯同為深月三大將軍，以劍術著稱的「劍聖將軍」。
南北戰爭中，因為華格那的計謀，以拔刀術斬殺了爆炎戰爵，並於蒼穹之門刺擊霧冰戰爵。
曾為弒神咒甲的駕駛員，雖因條件不符而作罷，但也失去了正常說話的能力，
最後為了勸說克羅諾斯乘上咒甲而自殺，以「弒神的祭司」重生。
於6代中，被聯邦判定失蹤。
艾夏
晶耀公主，曾被以為受人陷害變成雞(其實是女僕莉莉耶代替的)。
在父親死後，代理國政。
潘格泥
佔據海潮島的強盜頭子，擅長召喚術，因穿著企鵝造型的衣服，而被艾因等人稱為「企鵝」。
因受華格那的委託，綁架了韓德爾領主，但被艾因等人抓回。
6代中，成為冒險獵人。
席格
幽靈船的船長，因為失去妻子耳環而流留人間，最後艾因協助下離去。
魔神賽連
海中的女魔神，傳說因為失去了懷中的孩子，所以會不時抓去海邊的年輕女孩，在她腹中好好安放，
正至女孩死掉失去生命，賽連才會因為發現女孩不是自己的孩子而失意逃去。
阿努比斯
榭菈姊於霜雪城的寶庫守護神，保護裡面的寶物以免被外來人取去。
克羅諾斯
聯邦首相 亞特拉斯之子，副首相 艾琳的未婚夫。
個性溫柔浪漫，因好友 諾維的關係，而與艾因認識，亦曾幫莉可脫逃。
在南北戰爭中，以不希望繼續戰爭之名，而親手掐死父親。
後登上弒神咒甲，個性大轉，一度以利刃刺殺莉可，後被可麗兒以赫爾梅斯擊墜，去向不明。

## 資料片
《複合式最強冒險資料片》在2006年8月公開發售。

## 结局
風色幻想5共有三種結局，只有觸發「可麗兒的決心」才可以進入TRUE END。其他方法只可進入BAD END1，BAD END2。故事到此仍未完結，後段故事請留意續作《風色幻想6》

## 外部連結
- 風色幻想5~赤月戰爭~官方網站
- 弘煜科技事業股份有限公司 （页面存档备份，存于）
- 寰宇之星软件有限公司